# Solar Fields
Solar Fields est le pseudonyme de Magnus Birgersson, un musicien suédois originaire de Göteborg. Multi-instrumentiste, il réalise de nombreux albums et la musique des jeux vidéo Mirror's Edge et de son reboot Mirror's Edge Catalyst.

## Biographie
Magnus Birgersson commence à composer de la musique à la fin des années 1970 et crée le pseudonyme Solar Fields à la fin des années 90. Il est issu d'une famille de musiciens, il joue du piano puis du synthé dans les années 70. À côté de ses compositions de style ambient, il joue de la guitare dans des groupes rock, du piano dans des groupes de jazz funk et les claviers dans des groupes de drum and bass.
Son premier album solo ambient, Reflective Frequencies, sort en 2001 chez Ultimae Records. Il collabore depuis plusieurs années avec Vincent Villuis, également connu sous le nom d'Aes Dana, sur H.U.V.A. Network, et avec Daniel Segerstad et Johannes Hedberg du groupe Carbon Based Lifeforms.
Vers la fin des années 2000, il fouille toutes ses archives musicales sur disque dur et décide d'exploiter tous ces samples musicaux, ce qui mène à la création des albums de la série Origin (#1, #2, ...).
En 2008, Electronic Arts lui demande de créer la musique pour ses jeux vidéos Mirror's Edge, la bande son est reprise sur le "Top 20 Original Soundtracks in Gaming" de VG Chartz. Des sons de son album Movements ont été empruntés pour la conception du jeu vidéo Capsized sorti en 2011.
En 2015, Electronic Arts fait de nouveau appel à lui pour la bande son de Mirror's Edge Catalyst,.

## Discographie

### Albums studio
- En février 2019, Extended et Leaving Home sont ré-édité sur vinyle et CD[8]

#### Collaborations
- Distances (2004) (avec AES Dana pour H.U.V.A. Network)
- Ephemeris (2009) (avec AES Dana)
- Live at Glastonbury Festival (2010) (avec AES Dana)
- Ägget (2013) (avec Carbon Based Lifeforms)

### Compilations
- Red (2014)
- Green (2014)
- Blue (2014)

### Bandes son
- 2004 :  Borderline
- 2005 :  Second Chance
- 2005 :  Universeum - To Live in Space
- 2006 :  Vaniljtigern
- 2008 :  Mirror's Edge
- 2011 :  Capsized
- 2011 :  Superkär
- 2016 :  Mirror's Edge Catalyst